# Joseph J. Gentile Arena
La Joseph J. Gentile Arena, nota anche come The Joe, è un'arena coperta situata nel campus della Loyola University a Chicago.
Fu costruita nel 1996 e ristrutturata nel 2011. Ospita le partite di pallacanestro e di pallavolo dei Loyola Ramblers.
L'impianto è intitolato a Joe Gentile, un commerciante di automobili di Chicago che donò i fondi per la sua costruzione.